# Арам Тигран
Арам Тигран (з.-арм. Արամ Տիգրան, курд. Aramê Dîkran) или Арам Мелигян (з.-арм. Արամ Մէլիքեան; 1934—8 августа 2009) — армянский певец, исполнявший преимущественно курдские песни.

## Биография
Арам Дикран родился в Камишли, на северо-востоке Сирии, в армянской семье, родом из Диярбакыра, Турция. Оба его родителя родились в деревнях близ города Диярбакыр. Свой первый уд он получил от дяди в возрасте шести лет. После окончания девятого класса он сосредоточил свои усилия на изучении музыки и игре на уде и в 1953 году дал свой первый публичный концерт на праздновании Новруз. К двадцати годам он пел на четырех языках: курдском, арабском, сирийском и армянском. В 1966 году он переехал в Ереван, СССР, где в течение восемнадцати лет работал на Радио Еревана. Он покинул Армению в 1995 году и поселился в Афинах. Он считается одним из лучших современных курдских певцов и музыкантов. Он записал 230 песен на курдском, 150 на арабском, 10 на сирийском, 8 на греческом. В 2009 году он смог посетить деревни, где выросли его родители в Османской империи, где был радушно принят в Диярбакыре и дал концерт на праздновании Нового года в Батмане.
Арам Дикран умер в Афинах 8 августа 2009 года в больнице Evangelismos General Hospital. Он хотел быть похороненным в турецком Диярбакыре, что поддерживала прокурдская Партия демократического общества (ПДО), но Министерство внутренних дел Турции отклонило эту просьбу, мотивируя тем, что он не является гражданином Турции. Вместо этого он был похоронен в Брюсселе, в киметрии Жетте, а в его могилу было насыпано немного земли из Диярбакыра.
Он был женат и имел троих детей.

## Дискография
- «Çîyayê Gebarê» (2004)
- «Zîlan» (2004)
- «Serxwebûn Xweş E» (2004)
- «Kurdistan» (2004)
- «Xazî Dîsa Zarbûma»
- «Rabin»
- «Evîna Feqiyê Teyran»
- «Keçê Dinê»
- «Ey Welato Em Heliyan»
- «Ay dilberê»
- «Daye min berde»
- «Diyarbekira serin»
- «Aydil»
- «Em hatin»
- «Heval Ferat»

## Примечание
1. ↑  Armenian Musician Aram Tigran to Be Buried in Diyarbakır (англ.). bianet.org. Дата обращения: 27 августа 2024. Архивировано 27 августа 2024 года.
2. ↑  http://www.bianet.org/english/minorities/116375-armenian-kurdish-musician-aram-tigran-to-be-buried-in-diyarbakir
3. 1 2 3  Ezdixan.com MP3 Portal ! (англ.). ezdixan.com. Дата обращения: 27 августа 2024. Архивировано 13 июня 2008 года.
4. 1 2 3 4  Bic0475. Armenian-Kurdish Musician Aram Tigran to Be Buried in Diyarbakır (амер. англ.). Koerdisch Instituut Brussel (12 августа 2009). Дата обращения: 27 августа 2024. Архивировано 23 июля 2024 года.
5. 1 2 3 4  The bard of the Middle East: Aram Tigran (англ.). ANF News. Дата обращения: 27 августа 2024. Архивировано 30 августа 2019 года.
6. ↑  Laure Marchand, Debbie Blythe, Guillaume Perrier, Taner Akçam. Turkey and the Armenian ghost: on the trail of the genocide. — Montreal ; Kingston ; London ; Ithaca: McGill-Queen's University Press, 2015. — 8 с. — ISBN 978-0-7735-4549-6.
7. ↑  'Why was Aram Tigran not allowed to be buried in Diyarbakır?' (англ.). bianet.org. Дата обращения: 27 августа 2024. Архивировано 27 августа 2024 года.
8. 1 2 3 4 5  Armenian and Kurdish Musician Aram Tigran Dies (амер. англ.). IANYAN Magazine. Дата обращения: 27 августа 2024. Архивировано 28 мая 2024 года.
9. ↑  14 days in Diyarbakir (неопр.). HyeTert (18 июля 2014). Дата обращения: 27 августа 2024. Архивировано 5 октября 2023 года.
10. ↑  The bard of the Middle East: Aram Tigran (англ.). ANF News. Дата обращения: 27 августа 2024. Архивировано 17 апреля 2024 года.